# 末田ます
末田 ます（すえだ ます、1886年 - 1953年）は、日本の女性児童教育者。山口県生まれ。
いち早く児童遊園、遊び場の必要を痛感し、その理論と実際を研究するため渡米し、帰国後は児童指導の運動にたずさわった。

## 経歴
1886年、岡野家の3女に生まれる。1917年にアメリカに留学。カルフォルニア大学、コロンビア大学で学び、在米中に同郷の末田福太郎と結婿し2女を生む。
1923年の帰国と同時にYWCAに入り、翌1924年、東京市公園課長であった井下清の要請で、児童公園の指導員となる。1950年（昭和25年）に東京都を退職するまで、児童公園（現・街区公園）における児童の遊戯指導に邁進した。
1925年、井下清や上原敬二、当時の日本保母学校校長石原キク等と共に、1925年日本児童遊園協会を設立する。1932年頃には公園父母の会を創設した。これらの動きを受けて、1939年、東京市に公園児童掛が置かれ、公園指導員が市の職員として採用されるようになった。
東京市が1930年代の初頭から、大公園に特設の児童遊園を設け児童指導員多数を配置したが、これは末田ますの尽力によるものである。児童指導理論家金子九郎に支援するほか、『児童遊園』の著書を刊行など、当該分野の後身者の啓蒙や育成にも尽くした。